# Loïc Druon
Loïc Druon (Quimper, 23 agosto 1971) è un ex calciatore francese, di ruolo difensore.

## Carriera
Vanta 81 presenze e 2 gol in Ligue 1 e 2 incontri di Coppa UEFA 2002-2003.

## Palmarès

### Club

#### Competizioni nazionali
- Coppa di Francia: 1

Lorient: 2001-2002